# Лучано Беретта
Лучано Беретта ((італ. Luciano Beretta); 1 січня 1928 — 11 січня 1994) — італійський пісняр, співак, танцюрист й письменник. Відомий своєю плідною співпрацею з Адріано Челентано (був учасником студії «Clan Celentano») й багатьма іншими виконавцями.

## Біографія

### Ранні роки
Лучано народився в сім'ї шофера Анджело та швачки Марії Беретт, його дитинство пройшло в Мілані, на вулиці Гульєльмо Пепе, 8, а потім на вулиці Гарільяно, 3. 1948 року Лучано отримав диплом бухгалтера, але за професією не став працювати.
Відчуваючи схильність до мистецтва, Беретта став пробувати себе у різних професіях цієї галузі: він був актором у театральних постановках, сценографом, танцюристом і співаком, а також прима-балероном в міланському Театрі «Ла Скала».
У 1950-х роках Лучано почав писати пісні. 1956 року він також взяв участь у фестивалі «Санремо» з піснею «La colpa fu». Одна з його пісень, на музику Еціо Леоні, під назвою «Teddy girl» була запропонована Адріано Челентано, який її записув. Після мала великий успіх, після з цього Беретта та Челентано стали друзями. Згодом Беретта написав багато текстів до пісень Челентано, часто в парі з Мікі Дель Прете. «Teddy girl» також потрапила до репертуару Джорджо Ґабера та Енцо Янначчі, які виконували її своїм дуетом «I Due Corsari».

### «Клан»
Коли Адріано Челентано заснував у 1961 році «Clan Celentano» («Клан Челентано»), Беретта почав співпрацювати з багатьма артистами, пов'язаними з цією студією звукозапису.
Як глибоковіруючий католик, Беретта став автором пісень Челентано з наймістичнішими текстами (таких як «La coppia più bella del mondo», або «Il grande sarto»).
1966-й став одним з найважливіших років в кар'єрі Беретти: він написав текст для пісні Челентано «Il ragazzo della via Gluck», яка стала одним з найкращих хітів, написаних Береттою для студії «Клан». А також написав, поза «Кланом», пісню «Nessuno mi può giudicare», яку співачка Катерина Казеллі виконала на Фестивалі «Санремо» того ж року. Також цього часу він написав пісні для багатьох інших артистів, зокрема, з інших студій звукозапису, таких як Мільва, Аль Бано, Нікола Ді Барі, гурт «I Ribelli» («Pugni chiusi») та гурт «I Camaleonti» («Applausi»).

### Інші інтереси
Лучано Беретта був еклектичною людиною з безліччю інтересів: як письменник публікував вірші на міланському діалекті, які були зібрані в альбомі «C'era tutto Milano»; та збірки оповідань для дітей, у тому числі «Життя Ісуса»; а також написав тексти для серії «музичних казок», виданих на платівках, таких як «Гензель і Гретель» та «Патріарх Ноєвого ковчега».
Беретта також записав кілька платівок як співак. 1971 року він брав участь у музичному заході «Un disco perstate» з піснею «La Tiziana», записаною для лейблу «Joker».
У 2004 році, до 10-річчя смерті Беретти, муніципалітет Мілана розмістив меморіальну дошку на стіні будівлі на вулиці Гарільяно 3, де він жив тривалий час, з цитатами з його віршів. Відкрила дошку композиторка Еліде Сулігой, яка була постійною співавторкою пісень Беретти.

## Дискографія
LP

### 33
- 1972: Lo zoo si diverte (Clan Celentano, BF LP 509)
- 1974: C'era tutta Milano (Ariston Records, AR/LP-2147)

### 45
- 1961: Adieu viveur/Can can delle giarrettiere (Primary, CRA 91803)
- 1961: Yuri Gagarin/La trottola (Primary, CRA 91822)
- 1961: L'uomo di sale/A domani (Ri-Fi, RF 001)
- 1963: Tango del tacco/Il signore di mezza età (Togo, TOG 20000)
- 1963: ½ litro di tango/La giavanese (Togo, TOG 20003)
- 1967: Vediamoci ad Amalfi/Un bacio ad Amalfi (Jaguar, JG 70064)
- 1969: Lo struzzo...si pavoneggia/Il serpente...incantatore di fachiri (Clan Celentano, BFX 01 X, serie Le fiabe Clan)
- 1969: La foca ballerina/L'orsacchiotto Casimiro (Clan Celentano, BFX 05 X, serie Le fiabe Clan)
- 1971: La Tiziana/Chi siamo (Joker, M 7095)
- 1971: Ma che tempi/La voglia di fragola (Rare, RAR 77553)
- 1974: El primm autografo/Chicchiricchì e coccodè (Ariston Records, AR 0658)

## Пісні написані для інших виконавців
| Рік  | Назва                                    | Автори тексту                                       | Autori della musica                                   | Interpreti                                  |
| ---- | ---------------------------------------- | --------------------------------------------------- | ----------------------------------------------------- | ------------------------------------------- |
| 1956 | La colpa fu                              | Лучано Беретта і Джіппі                             | Ерос Скйоріллі                                        | Уго Молінарі                                |
| 1959 | Baby Lover                               | Лучано Беретта і Етторе Каррера                     | Ванда Меррелл                                         | Фіорелла Джакон                             |
| 1959 | Nel ballare                              | Лучано Беретта                                      | Умберто Проуз                                         | Джино Корчеллі                              |
| 1959 | Calypso messican                         | Лучано Беретта                                      | Артуро Казадеї і Адоне Гроссі                         | Бруно Розеттані                             |
| 1959 | Angela bambina cattiva                   | Лучано Беретта                                      | Альдо Пагані                                          | Анджела                                     |
| 1959 | Rock della naja                          | Лучано Беретта                                      | Альдо Пагані і Массімо Тенці                          | Анджела                                     |
| 1959 | Teddy girl                               | Лучано Беретта                                      | Еціо Леоні                                            | Адріано Челентано і I Due Corsari           |
| 1959 | Desidero te                              | Лучано Беретта                                      | Еціо Леоні                                            | Адріано Челентано                           |
| 1959 | Me ne faccio un baffo                    | Лучано Беретта                                      | Альдо Пагані і Массімо Тенці                          | Анджела                                     |
| 1959 | Good luck!                               | Лучано Беретта                                      | Альдо Пагані і Массімо Тенці                          | Анджела                                     |
| 1959 | Pronto pronto                            | Лучано Беретта                                      | Еціо Леоні                                            | Адріано Челентано                           |
| 1959 | Bella bimba                              | Лучано Беретта                                      | Артуро Казадеї                                        | Боб Аззам                                   |
| 1960 | Parisienne                               | Лучано Беретта                                      | Волтер Мальгоні                                       | Вілма Де Анджеліс                           |
| 1960 | Due sigarette                            | Лучано Беретта і Гаспаре Габріеле Аббате            | Джованні Фуско                                        | Фаусто Чільяно                              |
| 1960 | Pitagora                                 | Лучано Беретта                                      | П'єро Соффічі                                         | Адріано Челентано                           |
| 1961 | Lady Peccato                             | Лучано Беретта                                      | Массімо Тенці                                         | Джорджа                                     |
| 1961 | Mare di dicembre                         | Лучано Беретта                                      | Джуліо Лібано                                         | Клаудіо Вілла, Срджо Ренда, Міранда Мартіно |
| 1962 | Ho bigiato la scuola                     | Лучано Беретта                                      | П'єро Соффічі                                         | Michelino e il suo complesso                |
| 1962 | Devi sapere                              | Лучано Беретта                                      | Шарль Азнавур                                         | Джино Паолі                                 |
| 1963 | Il primo whisky                          | Марчелло Маркезі і Лучано Беретта                   | Mario Bertolazzi                                      | Джанні Моранді                              |
| 1963 | Che me ne faccio del latino              | Марчелло Маркезі і Лучано Беретта                   | Mario Bertolazzi                                      | Джанні Моранді                              |
| 1963 | Che bell'età                             | Марчелло Маркезі і Лучано Беретта                   | Mario Bertolazzi                                      | Marcello Marchesi                           |
| 1963 | Ah! Se avessi vent'anni di meno          | Марчелло Маркезі і Лучано Беретта                   | Маріо Бертоладзі                                      | Марчелло Маркезі                            |
| 1963 | Bella tardona                            | Марчелло Маркезі і Лучано Беретта                   | Маріо Бертоладзі                                      | Марчелло Маркезі                            |
| 1963 | Sono vivo                                | Марчелло Маркезі і Лучано Беретта                   | Маріо Бертоладзі                                      | Марчелло Маркезі                            |
| 1964 | Chi sarà la ragazza del Clan?            | Лучано Беретта і Піно Касс'я                        | Браян Пул                                             | I Ribelli                                   |
| 1964 | Odio questi trenta giorni                | Лучано Беретта                                      | Артуро Казадеї                                        | An'neris                                    |
| 1964 | Il problema più importante               | Лучано Беретта і Мікі Дель Прете                    | Руді Кларк                                            | Адріано Челентано                           |
| 1965 | La festa                                 | Лучано Беретта і Мікі Дель Прете                    | Натале Массара                                        | Адріано Челентано                           |
| 1965 | Carichiamoci di giovinezza…              | Лучано Беретта і Франко Каліфано                    | Етторе Ломбарді Д'Аквіно і Маріо Коппола              | Ariston Singers                             |
| 1965 | Sono qui con voi (Baby please don't go)  | Лучано Беретта                                      | Джо Вільямс                                           | Катерина Казеллі                            |
| 1966 | Il ragazzo della via Gluck               | Лучано Беретта і Мікі Дель Прете                    | Адріано Челентано                                     | Адріано Челентано                           |
| 1966 | Il mare non racconta mai                 | Лучано Беретта і Мікі Дель Прете                    | Дел Шеннон                                            | Camaleonti                                  |
| 1966 | I capelloni (over and over)              | Лучано Беретта і Мікі Дель Прете                    | Роберт Джеймс Бірд                                    | Camaleonti                                  |
| 1966 | Mondo in mi 7°                           | Лучано Беретта, Могол і Мікі Дель Прете             | Адріано Челентано                                     | Адріано Челентано                           |
| 1966 | Una festa sui prati                      | Лучано Беретта, Могол і Мікі Дель Прете             | Адріано Челентано                                     | Адріано Челентано                           |
| 1966 | Ma con chi                               | Лучано Беретта і Мікі Дель Прете                    | Адріано Челентано                                     | Солідея                                     |
| 1966 | Nessuno mi può giudicare                 | Лучано Беретта і Мікі Дель Прете                    | Даніеле Паче і Маріо Панцері                          | Катерина Казеллі                            |
| 1966 | Male di luna                             | Лучано Беретта і Паоло Ліміті                       | Серджо Чензі                                          | Барбара Лорі                                |
| 1966 | Shake in the morning                     | Лучано Беретта                                      | Бруно Де Філіппі                                      | Патріція                                    |
| 1966 | Tutto nero                               | Лучано Беретта                                      | Мік Джаггер і Кіт Річардс                             | Катерина Казеллі                            |
| 1966 | Cantastorie                              | Лучано Беретта                                      | Монегаско                                             | Катерина Казеллі                            |
| 1967 | Maria…ti prego                           | Лучано Беретта                                      | Хеппі Рудж'єроНарру Ruggiero і Доменіко Равідза       | Тоні Пальяно                                |
| 1967 | È ritornato «l'uomo del banjo»           | Лучано Беретта і Мікі Дель Прете                    | Джеррі Герман                                         | Іко Черутті                                 |
| 1967 | Niente                                   | Лучано Беретта і Мікі Дель Прете                    | Іко Черутті                                           | Іко Черутті                                 |
| 1967 | Vita                                     | Лучано Беретта                                      | Умберто Бальзамо                                      | Іва Дзаніккі                                |
| 1967 | Monete d'oro                             | Лучано Беретта                                      | Мікеле Франчезіо                                      | Іва Дзаніккі                                |
| 1967 | Guardati alle spalle                     | Лучано Беретта                                      | Даніеле Паче                                          | Нікола Ді Барі і Джин Пітні                 |
| 1967 | Pensieri P 33                            | Лучано Беретта і Марія Роза Конц                    | Аль Бано і Піно Массара                               | Аль Бано                                    |
| 1967 | Più forte che puoi                       | Лучано Беретта і Мікі Дель Прете                    | Іко Черутті                                           | Клаудія Морі                                |
| 1967 | Tre passi avanti                         | Лучано Беретта і Мікі Дель Прете                    | Адріано Челентано                                     | Адріано Челентано                           |
| 1967 | Gli occhiali da sole                     | Лучано Беретта                                      | Флавіо Каррарезі                                      | Jonathan e Michelle                         |
| 1967 | Torno sui miei passi                     | Лучано Беретта і Мікі Дель Прете                    | Детто Маріано                                         | Адріано Челентано                           |
| 1967 | Fammi vedere                             | Лучано Беретта і Флавіо Каррарезі                   | Філ Окс                                               | Jonathan e Michelle                         |
| 1967 | Eravamo in 100.000                       | Лучано Беретта і Мікі Дель Прете                    | Адріано Челентано                                     | Адріано Челентано                           |
| 1967 | L'uomo e la donna                        | Лучано Беретта                                      | Sholom Secunda                                        | Jonathan e Michelle                         |
| 1967 | Innamorati unitevi                       | Лучано Беретта                                      | Роджер Кук і Роджер Грінавей                          | Gems                                        |
| 1967 | La coppia più bella del mondo            | Лучано Беретта і Мікі Дель Прете                    | Паоло Конте і Мікеле Вірано                           | Адріано Челентано і Клаудія Морі            |
| 1967 | Le vitamine                              | Лучано Беретта і Мікі Дель Прете                    | Адріано Челентано і Детто Маріано                     | Тео Теоколі                                 |
| 1967 | 30 donne del west                        | Лучано Беретта і Мікі Дель Прете                    | Адріано Челентано                                     | Адріано Челентано і Клаудія Морі            |
| 1968 | Una carezza in un pugno                  | Лучано Беретта і Мікі Дель Прете                    | Джино Сантерколе                                      | Адріано Челентано                           |
| 1968 | Un bimbo sul leone                       | Лучано Беретта і Мікі Дель Прете                    | Джино Сантерколе                                      | Адріано Челентано                           |
| 1968 | Diverso dagli altri                      | Лучано Беретта                                      | С. Тейлор і Б. Вера                                   | Іва Дзаніккі                                |
| 1968 | La lotta dell'amore                      | Лучано Беретта і Мікі Дель Прете                    | Джино Сантерколе                                      | Адріано Челентано                           |
| 1968 | L'attore                                 | Лучано Беретта і Мікі Дель Прете                    | Адріано Челентано і Лоренцо Пілат                     | Адріано Челентано                           |
| 1968 | Non ci fate caso                         | Лучано Беретта і Мікі Дель Прете                    | C. Калхум і Номен                                     | Адріано Челентано                           |
| 1968 | La tana del re                           | Лучано Беретта і Мікі Дель Прете                    | Джино Сантерколе                                      | Адріано Челентано                           |
| 1968 | Vorrei sapere                            | Лучано Беретта                                      | Роберто Негрі                                         | Фабіо                                       |
| 1968 | Viva la notte                            | Лучано Беретта і Вальмузі                           | Роберто Негрі, Джузеппе Вердекк'я і Раффаеле Пінтуччі | Фабіо                                       |
| 1968 | Tutto da mia madre                       | Лучано Беретта і Мікі Дель Прете                    | Скотт                                                 | Адріано Челентано                           |
| 1968 | Napoleone, il cowboy e lo zar            | Лучано Беретта і Мікі Дель Прете                    | Дікі Томпсон і Расті Кіфер                            | Адріано Челентано                           |
| 1968 | Il grande Sarto                          | Лучано Беретта і Мікі Дель Прете                    | Джино Сантерколе                                      | Адріано Челентано                           |
| 1968 | L'ora del boogie                         | Лучано Беретта і Мікі Дель Прете                    | Білл Гейлі, Джонні Гранде і Біллі Вільямсон           | Адріано Челентано                           |
| 1968 | Il filo di Arianna                       | Лучано Беретта і Мікі Дель Прете                    | Джино Сантерколе                                      | Адріано Челентано                           |
| 1968 | Miseria nera                             | Лучано Беретта і Мікі Дель Прете                    | Джино Сантерколе                                      | Адріано Челентано                           |
| 1969 | Lirica d'inverno                         | Лучано Беретта і Мікі Дель Прете                    | Адріано Челентано                                     | Адріано Челентано                           |
| 1969 | La storia di Serafino                    | Лучано Беретта і Мікі Дель Прете                    | Адріано Челентано і Карло Рустікеллі                  | Адріано Челентано                           |
| 1969 | La pelle                                 | Лучано Беретта і Мікі Дель Прете                    | Джино Сантерколе                                      | Адріано Челентано                           |
| 1969 | Storia d'amore                           | Лучано Беретта і Мікі Дель Прете                    | Адріано Челентано                                     | Адріано Челентано                           |
| 1969 | L'uomo nasce nudo                        | Лучано Беретта і Мікі Дель Прете                    | Роберто Негрі і Джузеппе Вердекк'я                    | Адріано Челентано                           |
| 1969 | Straordinariamente                       | Лучано Беретта                                      | Джино Сантерколе                                      | Адріано Челентано                           |
| 1969 | Mani pulite                              | Лучано Беретта і Ніно Катальді                      | Роберто Негрі                                         | Фабіо                                       |
| 1969 | La rivale                                | Лучано Беретта і Мікі Дель Прете                    | Роберто Негрі і Лоренцо Пілат                         | Кетті Лайн                                  |
| 1969 | Tu vinci sempre                          | Лучано Беретта і Крістіано Мінеллоно                | Рей Манзарек, Джон Дензмор і Роббі Крігер             | Кетті Лайн                                  |
| 1969 | Balla balla ballerina                    | Лучано Беретта і Марія Роза Конц                    | Армандо Савіні і Піно Массара                         | Армандо Савіні                              |
| 1969 | Sola in capo la mondo (End of the world) | Лучано Беретта                                      | Вангеліс                                              | Патті Право                                 |
| 1969 | Un'ora fa                                | Лучано Беретта і Ерманно Парадзіні                  | Джан Франко Інтра                                     | Патті Право і Фаусто Леалі                  |
| 1969 | Vent'anni                                | Лучано Беретта і Мікі Дель Прете                    | Роберто Негрі і Джузеппе Вердекк'я                    | Кетті Лайн                                  |
| 1969 | Finito                                   | Лучано Беретта і Мікі Дель Прете                    | Роберто Негрі і Джузеппе Вердекк'я                    | Кетті Лайн                                  |
| 1970 | L'esistenza                              | Лучано Беретта                                      | Іво Калледжарі                                        | Катерина Казеллі                            |
| 1970 | Quel poco che ho                         | Лучано Беретта                                      | Аль Бано і Детто Маріано                              | Аль Бано                                    |
| 1970 | Il forestiero                            | Лучано Беретта і Мікі Дель Прете                    | Джино Сантерколе                                      | Адріано Челентано                           |
| 1970 | Natale '70                               | Лучано Беретта і Мікі Дель Прете                    | Джузеппе Вердекк'я                                    | Адріано Челентано                           |
| 1970 | Buttala a mare                           | Лучано Беретта                                      | Джорджо Лоджірі і Армандо Савіні                      | Армандо Савіні                              |
| 1970 | Brutta                                   | Лучано Беретта і Мікі Дель Прете                    | Джино Сантерколе і Нандо Де Лука                      | Адріано Челентано                           |
| 1971 | Voglio regalarti questo disco            | Лучано Беретта і Мікі Дель Прете                    | Нандо Де Лука                                         | Мау Крістіані                               |
| 1971 | Sotto le lenzuola                        | Лучано Беретта і Мікі Дель Прете                    | Адріано Челентано                                     | Адріано Челентано                           |
| 1971 | Er più                                   | Лучано Беретта і Мікі Дель Прете                    | Карло Рустікеллі                                      | Адріано Челентано                           |
| 1971 | La Tiziana                               | Лучано Беретта                                      | Еліде Сулігой                                         | Лучано Беретта                              |
| 1971 | Chi siamo                                | Лучано Беретта                                      | Еліде Сулігой                                         | Лучано Беретта                              |
| 1972 | Quel signore del piano di sopra          | Лучано Беретта, Мікі Дель Прете і Адріано Челентано | Адріано Челентано                                     | Адріано Челентано                           |
| 1974 | Monica delle bambole                     | Лучано Беретта                                      | Еліде Сулігой                                         | Мільва                                      |
| 1975 | Omar                                     | Лучано Беретта                                      | Маріо Баттаїні                                        | Ор'єтта Берті                               |
| 1981 | Bambino pinocchio                        | Лучано Беретта                                      | Августо Мартеллі                                      | Крістіна Д'Авена                            |
| 1982 | Tutti abbiamo un cuore                   | Лучано Беретта                                      | Альбано Бертоні і Джанні Д'Аквіла                     | Крістіна Д'Авена                            |
| 1983 | Bim Bum Bam                              | Лучано Беретта                                      | Августо Мартеллі                                      | Piccolo coro dell'Antoniano                 |
| 1983 | Lucy                                     | Лучано Беретта                                      | Августо Мартеллі                                      | Крістіна Д'Авена                            |
| 1983 | Atmosfera                                | Лучано Беретта                                      | Адріано Челентано                                     | Адріано Челентано                           |
| 1983 | Splende la notte                         | Лучано Беретта                                      | Адріано Челентано                                     | Адріано Челентано                           |
| 1983 | Prima pagina                             | Лучано Беретта                                      | Джино Сантерколе                                      | Адріано Челентано                           |
| 1983 | Dipenderà da te                          | Лучано Беретта                                      | Джино Сантерколе                                      | Адріано Челентано                           |
| 1983 | Sound di verità                          | Лучано Беретта                                      | Адріано Челентано                                     | Адріано Челентано                           |
| 1984 | Paolo e Uan — Bim Bum Bam                | Лучано Беретта                                      | Августо Мартеллі                                      | Piccolo coro dell'Antoniano                 |
| 1985 | Rascal — Il mio amico orsetto            | Лучано Беретта                                      | Августо Мартеллі                                      | Крістіна Д'Авена                            |